# Estação Ferroviária de Grijó

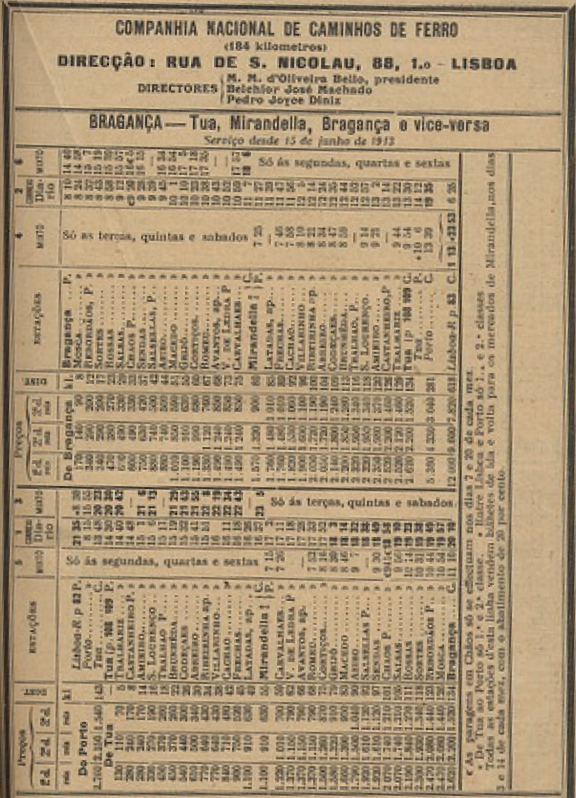
Horário da Linha do Tua em 1913, incluindo a estação de Grijó

A Estação Ferroviária de Grijó foi uma gare da Linha do Tua, que servia nominalmente a localidade de Grijó, no concelho de Macedo de Cavaleiros, em Portugal, sendo Carrapatas, na freguesia vizinha, a localidade mais próxima da estação.

## Descrição
O edifício de passageiros situava-se do lado norte da via (lado esquerdo do sentido ascendente, a Bragança).

## História
Em 16 de Junho de 1905, a Gazeta dos Caminhos de Ferro noticiou que no mês seguinte iria entrar ao serviço a primeira parte da Linha de Bragança, referente ao lanço entre entre Mirandela e Quintela, sendo uma das estações a de Grijó. Em 1 de Agosto, a Gazeta dos Caminhos de Ferro reportou que os trabalhos na Linha do Tua decorriam com grande actividade, esperando-se que a linha entre Grijó a Macedo de Cavaleiros entrasse ao serviço nos fins de Agosto. No entanto, só abriu à exploração em 15 de Outubro, como parte do lanço entre Romeu e Macedo de Cavaleiros.
Em 1939, a Companhia Nacional de Caminhos de Ferro realizou obras de restauro nesta estação.

Em 15 de Dezembro de 1991, a operadora Caminhos de Ferro Portugueses encerrou o troço entre Mirandela e Bragança.